# Habibi (Agricantus)
Habibi è il settimo album in studio del gruppo musicale Agricantus. Il disco comprende brani inediti e altri che sono la versione live di brani precedenti.

## Tracce
Testi e musiche sono degli Agricantus, tuttavia l'album non viene riconosciuto nella discografia ufficiale.
1. Ciavula (live)
2. Teleja (live)
3. Occhi chi nascinu (live)
4. Azalai (live)
5. Dawa
6. Mari niuru
7. Hawa
8. Su Dilluru
9. Li vuci di l'omini (live)
10. Habibi
11. Anima